# Randy Pausch

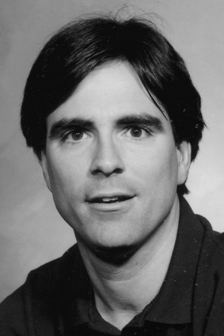
Randy Pausch

Randolph (Randy) Frederick Pausch (Baltimore, 23 oktober 1960 - Chesapeake, 25 juli 2008) was een Amerikaans informaticus, gespecialiseerd in virtual reality en human-computer interaction. Hij kreeg wereldwijde bekendheid door de manier waarop hij omging met alvleesklierkanker, een ziekte waaraan hij op 47-jarige leeftijd overleed.

## Loopbaan
Pausch studeerde aan Brown University en behaalde zijn doctoraat aan Carnegie Mellon University. Hij werd vervolgens hoogleraar aan de Universiteit van Virginia en werd in 1997 benoemd aan Carnegie Mellon. Hij was betrokken bij Walt Disney Imagineering en ontwikkelde Alice, software waarmee kinderen op een gebruiksvriendelijke wijze virtuele werelden kunnen bouwen. Aan Carnegie Mellon was hij een van de oprichters van het Entertainment Technology Center (ETC) waar studenten informatica en drama samenwerken aan virtual reality projecten. Pausch' werk werd verschillende malen onderscheiden. Zo ontving hij tweemaal een onderscheiding van de Association for Computing Machinery (ACM) en werd hij in 2008 opgenomen in de lijst van honderd meest invloedrijke personen van Time. De stad Pittsburgh heeft 17 november uitgeroepen tot Randy Pausch Day.

## Last Lecture
In de zomer van 2006 werd bij Pausch alvleesklierkanker vastgesteld. Hij werd behandeld maar zonder succes. Daarna kreeg hij palliatieve zorg. In de zomer van 2007 kreeg hij te horen dat hij nog hooguit drie tot zes maanden te leven had. Even na die diagnose werd hij door het Bestuur van Carnegie Mellon gevraagd om de Last Lecture van dat jaar te houden. The Last Lecture was een jaarlijkse lezing waarbij een van de hoogleraren zou aangeven welke dingen hij zou bespreken als hij nog maar één lezing zou kunnen geven. In het geval van Pausch werd het vrijwel letterlijk zijn laatste lezing. Het onderwerp van Pausch' lezing - die hij hield op 17 september 2007 - was "Kinderdromen waar maken" en was feitelijk een betoog over hoe je het best je leven zou kunnen leven. De lezing werd meteen gepubliceerd op YouTube en had binnen zeer korte tijd een enorm aantal hits. In augustus 2010 is de lezing al dertien miljoen keer bekeken. Na de lezing publiceerde Pausch ook een gelijknamig boek, dat in vele talen - waaronder het Nederlands - werd vertaald. Pausch zette zich daarna ook in voor het verwerven van meer onderzoeksfondsen voor alvleesklierkanker. Randy Pausch overleed thuis en liet een vrouw en drie - jonge - kinderen na.